# Ojciec (ksiądz)
Ojciec – w Polsce zwyczajowa forma tytularna stosowana wobec zakonników posiadających święcenia kapłańskie, natomiast w pozostałych krajach (zwłaszcza w anglosaskich) wobec wszystkich prezbiterów.
Początkowo tytuł ojca używany był jedynie wewnątrz zakonów dla wyróżnienia ich członków, mających święcenia. Do XIX wieku w kontaktach zewnętrznych prezbiterów będących członkami zakonów tytułowano jednak ksiądz. (→ Ksiądz Robak)
Obecnie ojcami tytułowani bywają również nie tylko członkowie zakonów, ale również innych instytutów życia konsekrowanego.